# 32. honvedski pehotni polk (Avstro-Ogrska)
Za druge 32. polke glejte 32. polk.
32. honvedski pehotni polk (izvirno nemško k.u. Landwehr Infanterie Regiment Nr. 32; dobesedno slovensko: Cesarsko-madžarski honvedski pehotni polk št. 32) je bil pehotni polk avstro-ogrskega Honveda.

## Zgodovina
Polk je bil ustanovljen leta 1886.

### Prva svetovna vojna
Polkovna narodnostna sestava leta 1914 je bila sledeča: 92% Madžarov in 8% drugih.

## Poveljniki polka
- 1914: Karl Parupka[2]